# Haus am Zwinger

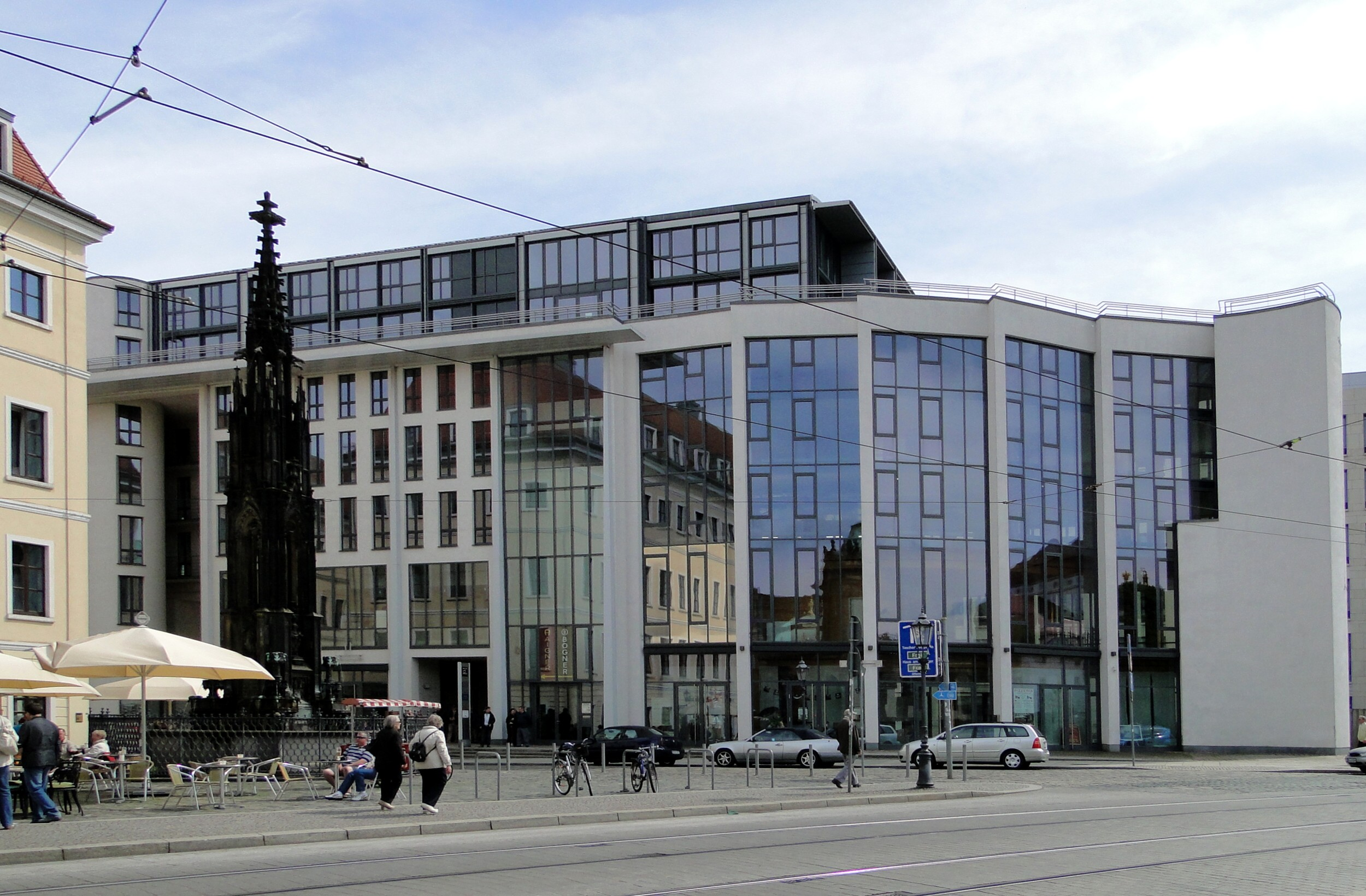
Das Haus am Zwinger 2010

Das Haus am Zwinger in der Altstadt von Dresden ist ein 1999 erbauter ehemaliger Büroriegel des Investors Advanta. Aufgrund seiner Lage auf dem Grundstück der aus politischem Kalkül bis 1963 abgetragenen Sophienkirche kommt ihm im historischen Kontext besondere Bedeutung zu. Städtebauliche Bedeutung erhält das langgestreckte Gebäude durch die Rekonstruktion der historischen Kleinen Brüdergasse. Im Volksmund wurde der von Heinz Tesar entworfene Bau lange Zeit auch „Advanta-Riegel“ genannt. Seit dem vollständigen Umbau des Gebäudes durch die denkmalneu-Unternehmensgruppe (Frühjahr 2015 bis Frühjahr 2016) heißt das Gebäude offiziell „Das lebendige Haus“. Es beherbergt in seiner Funktion als gemischt genutztes Gebäude Läden, Büros, Wohnungen, Restaurants und ein Tagungszentrum. In den drei zentralen Treppenhäusern hat der Wiener Künstler und Wahrnehmungsforscher sha. Lichtklangkunstwerke installiert.

## Lage

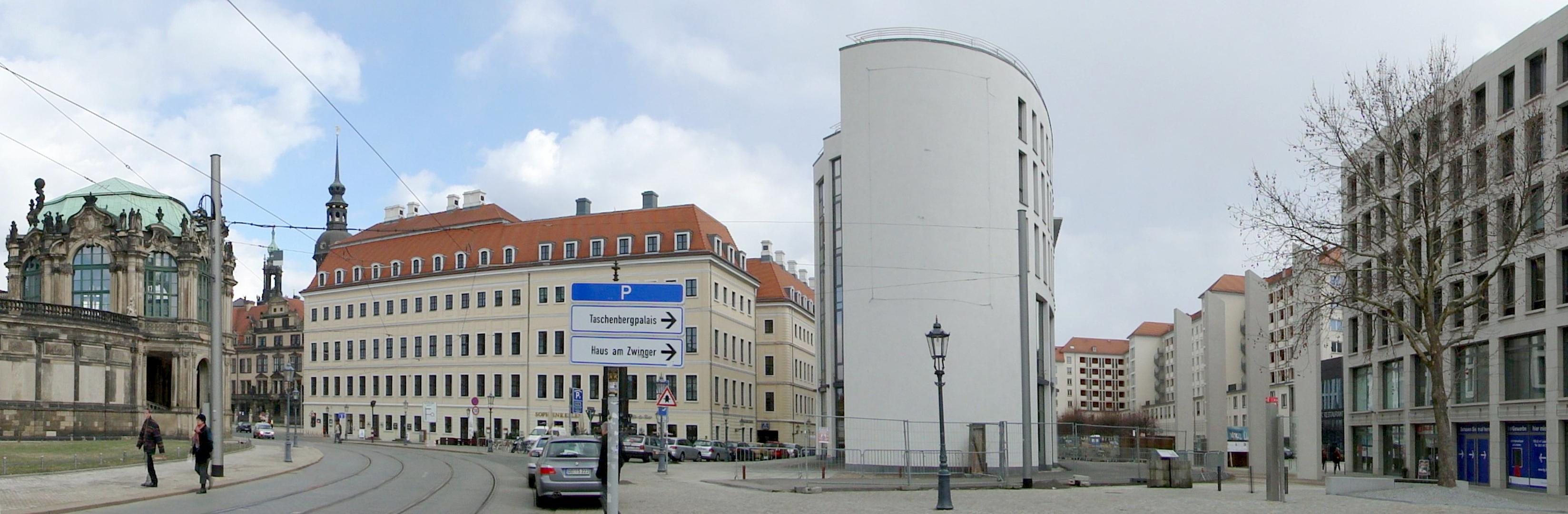
Zwinger, Schloss, Taschenbergpalais, Haus am Zwinger, Gedenkstätte Busmannkapelle, Wilsdruffer Kubus (v. l. n. r.) im Jahr 2010

Das Haus am Zwinger liegt unweit des Postplatzes gegenüber dem Zwinger. Nördlich befinden sich der Cholerabrunnen, das Taschenbergpalais und das Dresdner Residenzschloss, südlich grenzt die in Bau befindliche Gedenkstätte Busmannkapelle und der bis 2008 errichtete Wilsdruffer Kubus an das Gebäude an. 
Das Haus am Zwinger nimmt eine Straßenseite der historischen Kleinen Brüdergasse ein, die so durch den Bau fast vollständig rekonstruiert wurde.

## Vor- und Baugeschichte

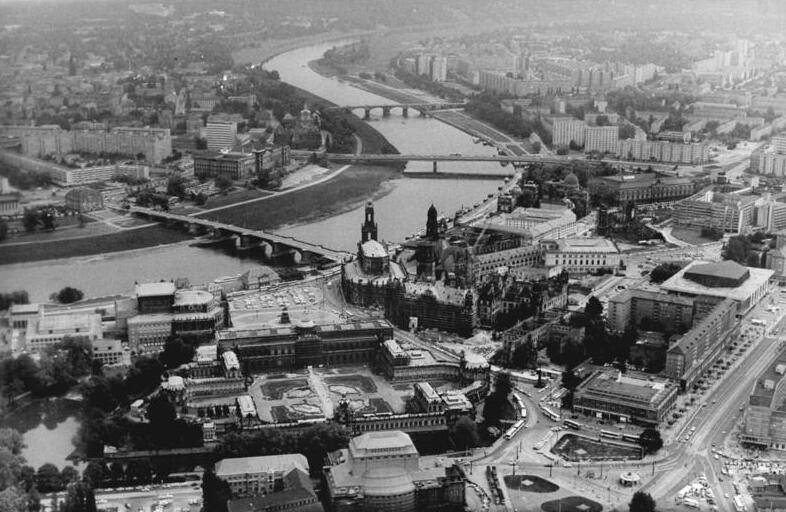
Areal mit der Großgaststätte „Am Zwinger“

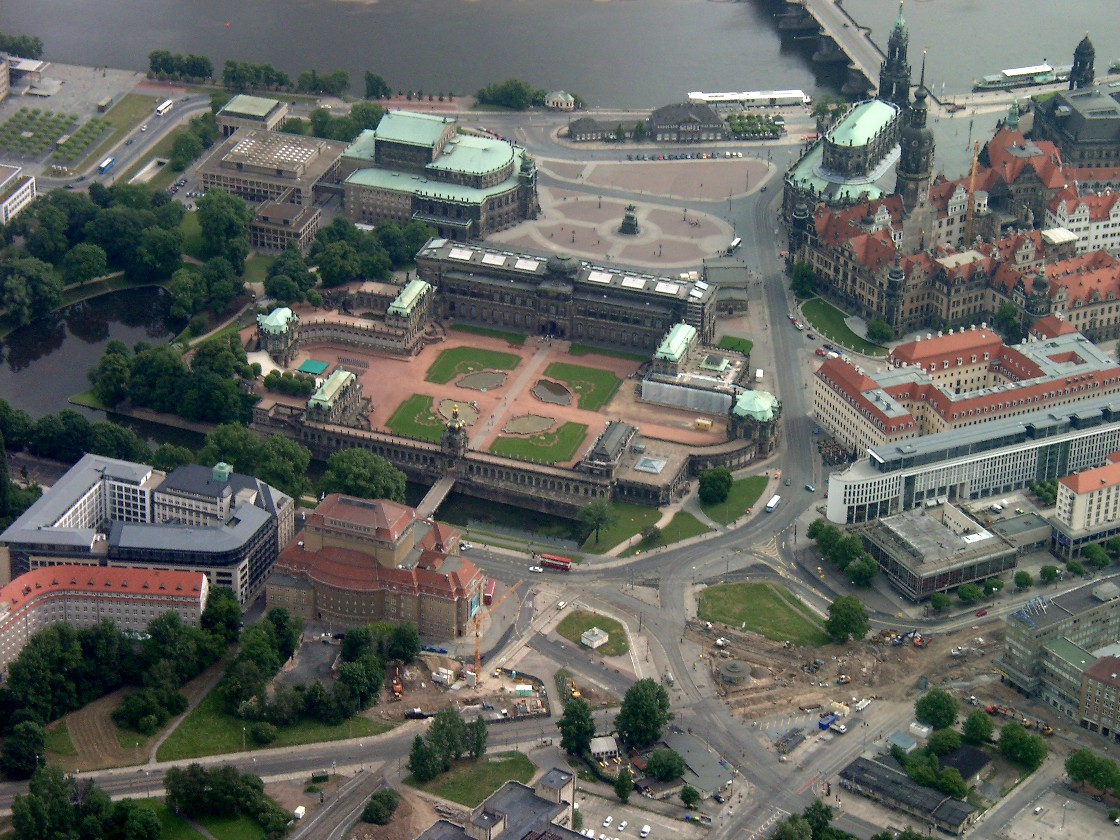
Das Haus am Zwinger gegenüber dem Zwinger

Bis 1963 stand auf dem heutigen Grund des Hauses am Zwinger die Sophienkirche. Das Grundstück, das sich im Besitz der Landeskirche Sachsen befand, wurde 1962 gegen den Willen der Landeskirche zum Volkseigentum erklärt und dem Staat übereignet – die Landeskirche erhielt im Gegenzug eine finanzielle Entschädigung. Auf dem südlichen Grundriss der Sophienkirche bis zur Wilsdruffer Straße wurde nach dem Abriss der Kirche 1962/63 von 1965 bis 1967 die HO-Gaststätte „Am Zwinger“ erbaut, wofür zahlreiche Grüfte der Kirche zerstört wurden. Nach der Wende ging das frühere Grundstück der Sophienkirche in den Besitz der Treuhand Liegenschaftsgesellschaft (TLG) über, die wiederum einen Teil des Grundstücks an den Investor Advanta veräußerte.
Bereits 1991 rief die Stadt Dresden einen städtebaulichen Ideenwettbewerb zur Neugestaltung des Postplatzes aus, bei dem der Architekt Joachim Schürmann aus Köln den ersten Preis erhielt. In den nächsten Jahren erfolgten Modifizierungen des Entwurfs, so im Bereich der ehemaligen Sophienkirche. Im Zuge des Wiederaufbaus des Taschenbergpalais wurde eine Erweiterung des Palais unter dem Motto „Wohnen und Arbeiten“ geplant. Als Sieger aus dem städtebaulichen Wettbewerb ging 1993 der Wiener Architekt Heinz Tesar hervor, so dass der geplante Bau in das Postplatz-Konzept eingebaut wurde. Im Oktober 1995 beschloss der Dresdner Stadtrat schließlich den sogenannten „Bebauungsplan Nr. 54 Dresden-Altstadt Nr. 6, Postplatz / Wallstraße“ unter anderem mit dem integrierten Haus am Zwinger. Dafür sollte die Gaststätte „Am Zwinger“ abgerissen werden und an ihrer Stelle neben dem Haus am Zwinger auch der moderne „Wilsdruffer Kubus“ errichtet werden.
Im Juli 1998 begann der Abriss des nördlichen Drittels der Großgaststätte „Am Zwinger“. Anschließend wurde das Gelände für sechs Wochen Archäologen übergeben, die Untersuchungen an den erhaltenen Mauerresten und Grüften der Sophienkirche vornahmen. Unter anderem wurden die Nordwand der Kirche und ehemalige Betstubenreihen freigelegt. Nach dem Verschütten der Ausgrabungsstellen begann der Bau des Büroriegels.
Nachdem das Bauschild aufgestellt worden war, kam es in der Dresdner Bevölkerung zu Kontroversen. Kritisiert wurden eine „Entweihung“ des ehemaligen Kirchenplatzes durch den Neubau und ein unsensibler Umgang mit dem historischen Gefüge gerade in der Umgebung Schloss–Taschenbergpalais–Zwinger: „Der Klotz, die weiße Betonwand gleich neben dem Zwinger, ihn halb verdeckend – das kann nicht wahr sein“, so der damalige Tenor. Auf den Wunsch Dresdner Bürger, die massive „Betonnase“ des Gebäudes an der Sophienstraße weniger massiv bzw. aus Glas auszuformen, wurde nicht eingegangen. Der Bau des Hauses am Zwinger kostete rund 100 Millionen DM und dauerte 14 Monate. Er wurde 1999 abgeschlossen.

## Baubeschreibung

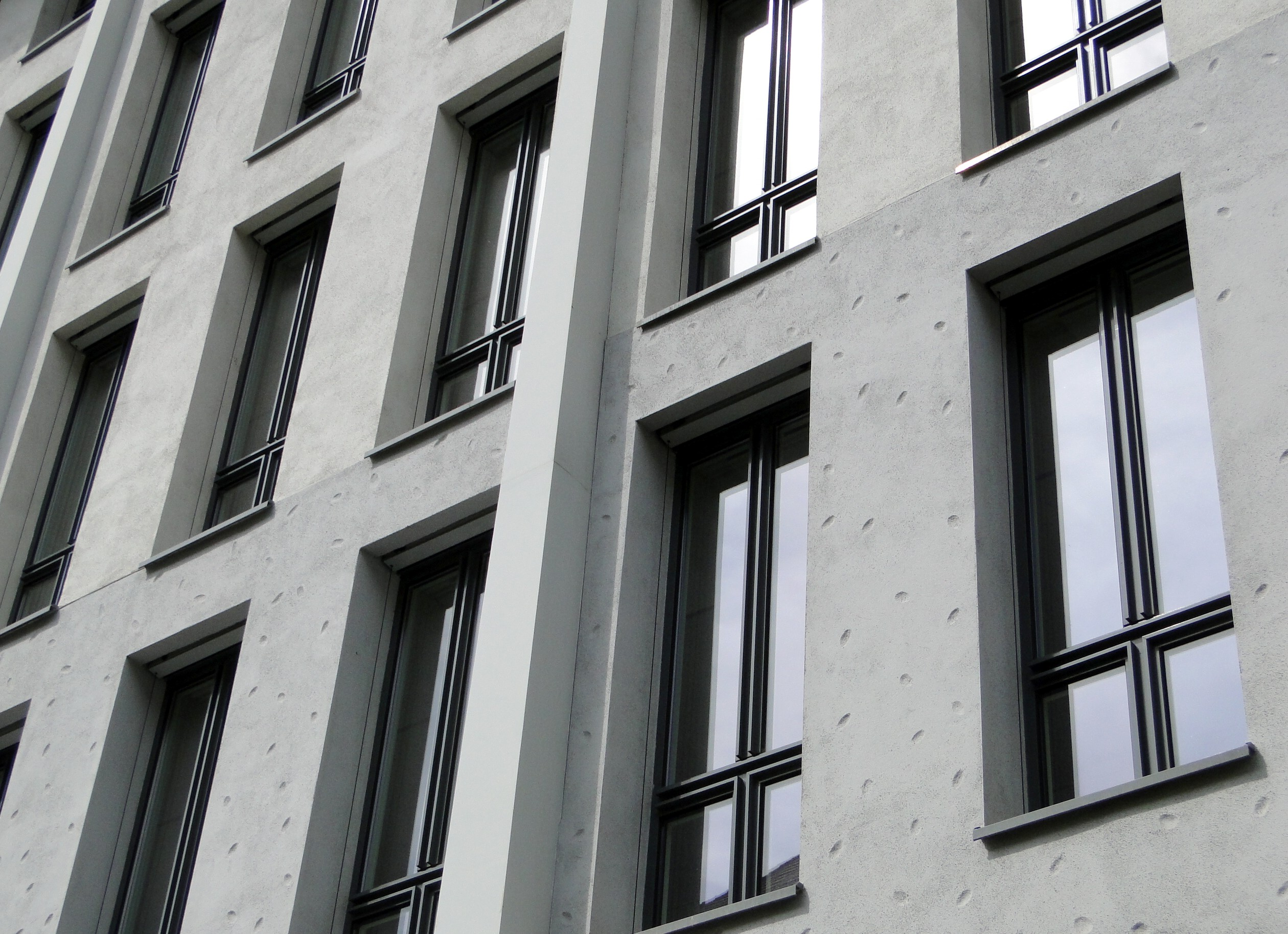
„Löffelputz“ als Oberflächengestaltung

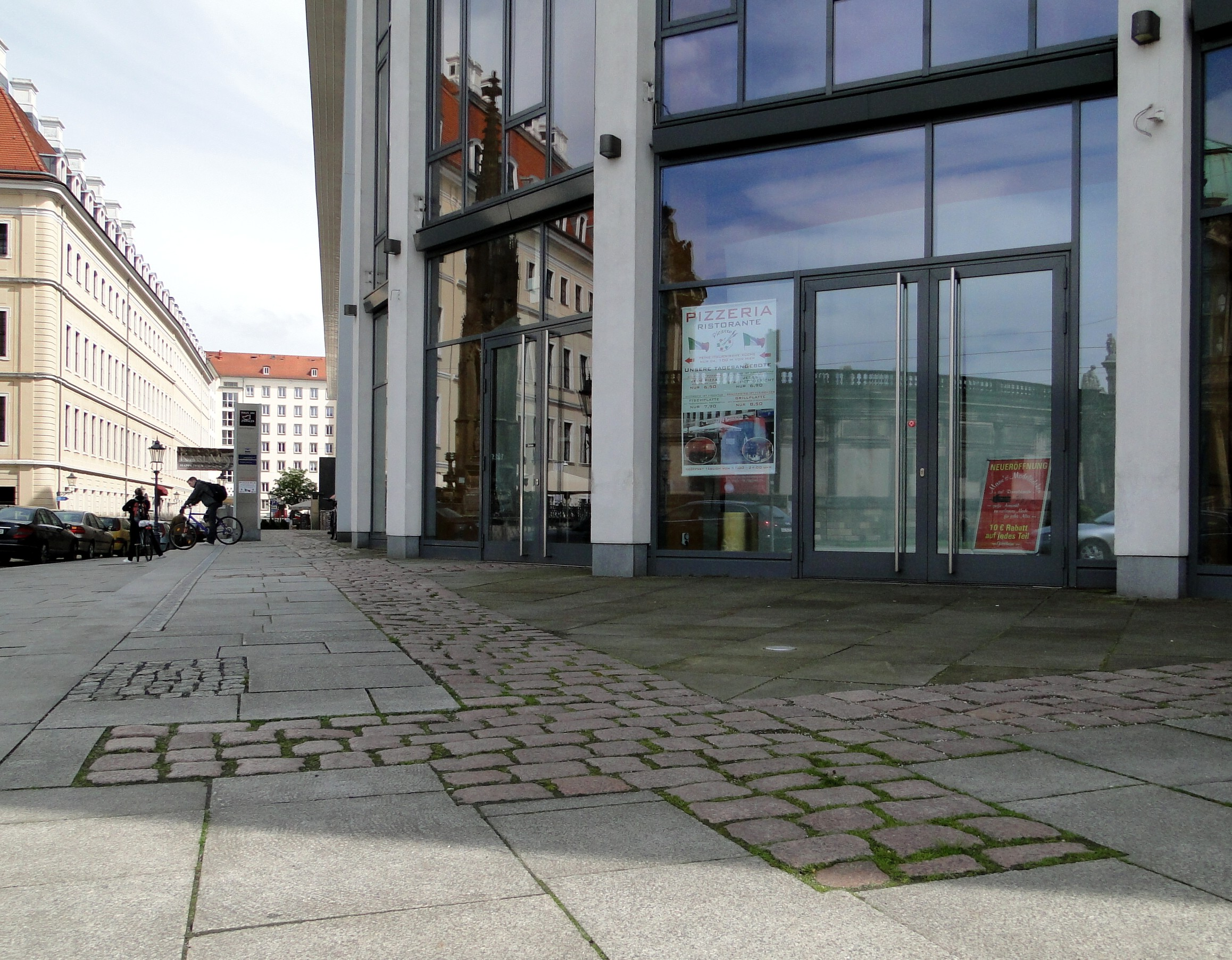
Grundriss der Sophienkirche als Pflaster an der Nordseite des Hauses am Zwinger

Das Haus am Zwinger ist 175 Meter lang und 15,65 Meter breit. Es besitzt eine Tiefgarage über zwei Ebenen sowie ein Erdgeschoss mit sieben Obergeschossen. Die Geschossfläche mit beiden Untergeschossen beträgt 26.700 m². Zum Gebäude gehört ein rund 7.000 m² großes Grundstück. Das gläserne Dach des Hauses ist zurückgesetzt und begehbar.
Bewusst wurde auf die Verwendung des im Umfeld üblichen Elbsandsteins verzichtet: „Der kommt ganz bewusst nicht vor: Das ist ein Büro- und Geschäftshaus, das in der Putztradition steht!“, so Architekt Heinz Tesar. Das Aufbrechen der Oberfläche wurde im unteren Fassadenbereich durch das regelmäßige Ausschaben des Putzes mit Löffeln erreicht.
Die Bauform des Hauses geht auf die frühere Nutzung des Geländes ein. „Die Architektur des Hauses nimmt den Grundriss der 1962 auf Beschluss der Partei- und Staatsführung der DDR abgerissenen Sophienkirche auf“, so endet der Bau exakt am nordwestlichen Ende des ehemaligen Kirchenbaus. Bereits 1993 hatte das Landesamt für Denkmalpflege Sachsen den Investor Advanta dazu bringen können, auf den Freiflächen um das Haus am Zwinger nach dessen Fertigstellung den Grundriss der Sophienkirche in rotem Meißner Granit maßstabsgerecht abzubilden. Während der Bauarbeiten des Hauses am Zwinger wurde daher der Hauptdurchgang des Gebäudes so verlegt, dass der Grundriss des Doppelpolygonchors der Kirche vollständig abgebildet werden konnte. Das Haus am Zwinger wurde zudem so erbaut, dass ein schmaler Streifen der früheren Nordwand der Sophienkirche unbebaut blieb und als Pflaster dargestellt werden konnte, wodurch das Volumen des Sakralbaus erfahrbar bleibt. Gegenwärtig hat eine Zweigstelle der „Gesellschaft zur Förderung einer Gedenkstätte für die Sophienkirche Dresden e. V.“ im Haus am Zwinger ihren Sitz – auf dem 2001 von der Landeshauptstadt Dresden erworbenen schmalen Grundstück am Haus am Zwinger entsteht die Gedenkstätte Busmannkapelle.

## Nutzung

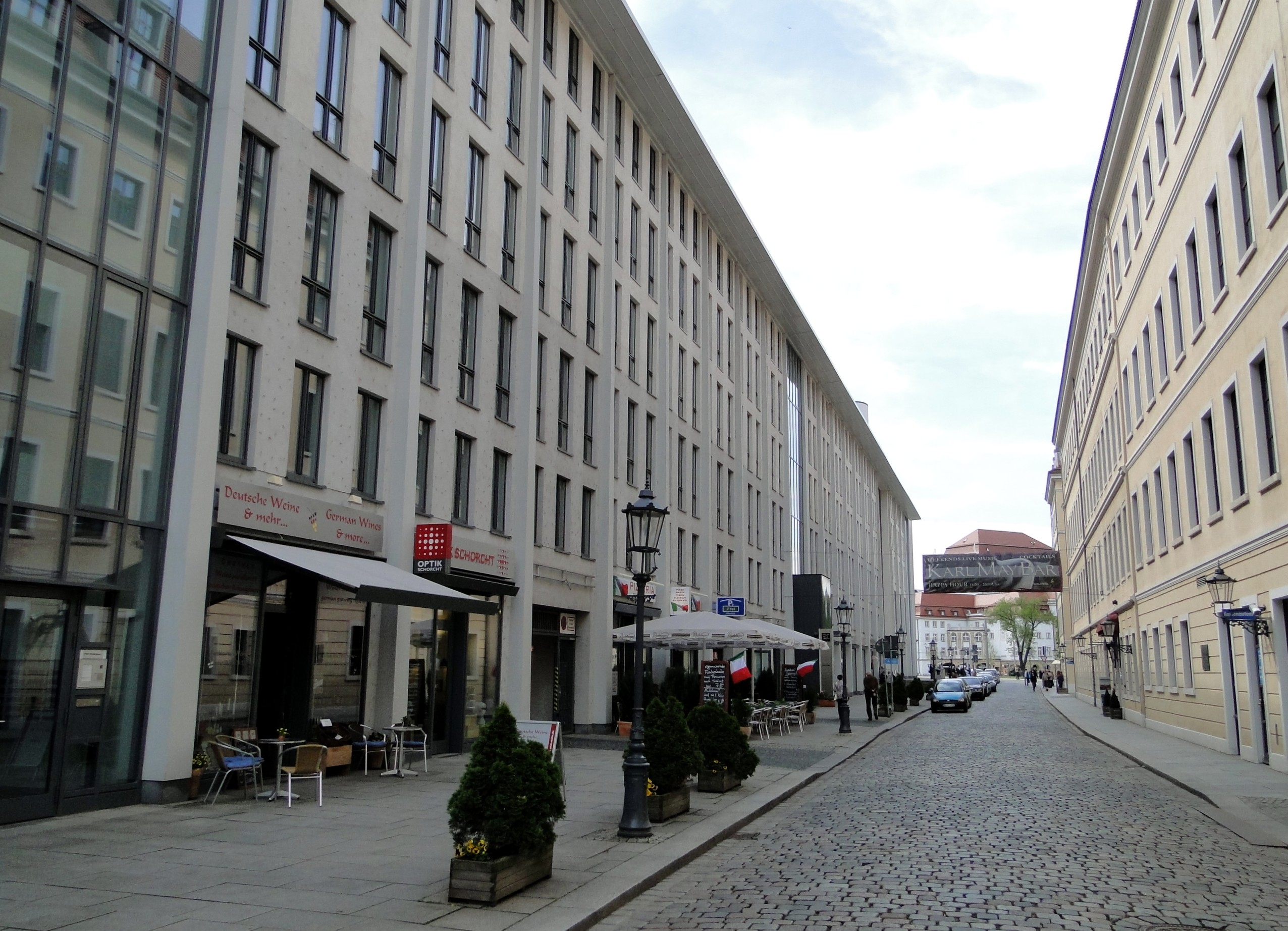
Bars und Cafés im Haus am Zwinger (li.), das die Kleine Brüdergasse rekonstruiert, rechts die Fassade des Taschenbergpalais

Das Haus am Zwinger wurde bis 2007 als Bürogebäude sowie von zahlreichen gastronomischen Einrichtungen genutzt. Gaststätten, wie das 2010 geschlossene Busmann’s Brazil, erinnerten dabei mit ihrer Namensgebung an den historischen Ort. Die Familie Busmann hatte der Sophienkirche die sogenannte Busmannkapelle gestiftet.
Pläne wie die der Radeberger Brauerei, die im Gebäude über zwei bis drei Etagen eine Gaststätte eröffnen wollte, wurden nicht umgesetzt. Auch der südlich des Hauses am Zwinger angelegte kleine Park wurde nicht, wie geplant, als Biergarten genutzt. Im Jahr 2006 entschloss sich der Besitzer der Immobilie, die Octavian Hotel Holding GmbH, die auch das Taschenbergpalais zu ihrem Portfolio zählt, den Büroteil des Hauses bis 2008 zu einem 5-Sterne-Hotel umzubauen. Das Hotel sollte aus etwa 200 Zimmern und Suiten sowie Tagungsräumen, Gastronomie und einem Wellness-Center bestehen. Für den Umbau erfolgten Planungen mit dem britischen Architekten Norman Foster und den deutschen Architekten Hollin & Radoske. Betreiber sollte die InterContinental Hotels Group werden. Im Jahr 2008 wollte Octavian die Immobilie verkaufen, da sie sich aus dem Immobiliengeschäft zurückziehen wollte. Wegen fehlender Interessenten blieb das Gebäude in ihrem Besitz und es war geplant, die oberen Etagen des Hauses als 4-Sterne-Hotel umzubauen. Im Jahr 2014 wurde das Haus am Zwinger von der auf Sanierungsobjekte spezialisierten denkmalneu-Gruppe gemeinsam mit einem europäischen family office erworben. Nach vollständiger Renovierung wurde es im Mai 2016 unter dem Namen „Das Lebendige Haus“ neu eröffnet. Im Gebäude befinden sich nun Läden, Gastronomie, Büros, Apartments für Feriengäste und Geschäftsreisende, Penthouses und das Restaurant felix. In den drei zentralen, verglasten Treppenhäusern hat der Wiener Künstler sha. großformatige Lichtklangkunstwerke installiert, die vor allem nachts auch von den Zwingerterrassen sichtbar sind.